# Ileana Sonnabend

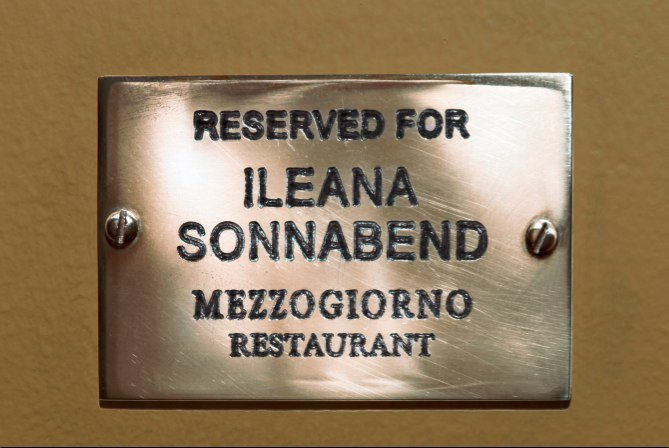
Plakette "Reserviert für Ileana Sonnabend" im Restaurant Mezzogiorno, 195 Spring Street, Manhattan

Ileana Sonnabend (geborene Ileana Schapira; * 28. Oktober 1914 in Bukarest; † 21. Oktober 2007 in New York City) war eine US-amerikanische Galeristin, die über vierzig Jahre in Europa wie in den USA als Kunsthändlerin und Förderin neuer Entwicklungen in der zeitgenössischen Malerei aktiv war. Sie zählte zu den einflussreichsten Personen auf dem internationalen Kunstmarkt des 20. Jahrhunderts.

## Leben und Wirken
Ileana Schapira war die Tochter eines der reichsten Männer Rumäniens, des prominenten und wohlhabenden jüdisch-rumänischen Industriellen Michail Schapira. Ihre Mutter Marianne stammte aus Wien. Bereits mit 18 Jahren heiratete sie ihren ersten Mann, den aus Triest stammenden Leo Castelli. Das junge Paar zog 1935 nach Paris, knüpfte erste Kontakte zur dortigen Kunstwelt und begann bevorzugt Werke der Surrealisten wie Salvador Dalí, Max Ernst und Meret Oppenheim zu sammeln. 1939 eröffnete das Ehepaar seine erste Galerie an der Place Vendôme. Mit dem Einmarsch der deutschen Wehrmacht 1940 flohen die Castellis mit der gemeinsamen Tochter Nina nach New York. Dort studierte Ileana an der Columbia University, während sich ihr Mann Leo im Kunsthandel etablierte. Die Ehe mit Leo Castelli wurde 1959 geschieden; Castelli und Ileana sollten jedoch lebenslang Freunde bleiben. Kurze Zeit später heiratete sie den Dante-Philosophen und Gelegenheitsregisseur Michael Sonnabend.
Von diesem Zeitpunkt an begann Ileana ihr eigenes Galeristen-Netzwerk aufzubauen und reiste nach Paris und Rom. In Paris eröffnete sie 1962 ihre erste eigene Galerie in der Quai des Grands-Augustins und hatte erste Erfolge mit einer Jasper-Johns-Ausstellung. Langsam etablierte sie die Pop Art in Europa, was ihr bald den Spitznamen „Mom of Pop“ einbrachte. Nach Johns folgten Ausstellungen von Claes Oldenburg, Roy Lichtenstein, Robert Rauschenberg und Andy Warhol. Seit 1965 wohnte das Ehepaar Sonnabend unter anderem in einem Apartment in der Ca' del Dose in Venedig.
Anfang der 1970er Jahre kehrte sie nach New York zurück und protegierte nun im Umkehrschluss junge europäische Künstler in Amerika. Die Eröffnung ihrer Galerie im Herbst 1971 in der  420 West Broadway, SoHo wurde von einer Performance des noch unbekannten britischen Künstlerduos Gilbert & George begleitet. Ileana Sonnabends Galerie war eine der ersten in dem Stadtteil und wurde neben der ebenfalls dort angesiedelten Leo Castelli Gallery zum wichtigen Impulsgeber für die kulturelle Szene Manhattans. Bald folgten Shows von Jannis Kounellis, Mario Merz oder Bernd und Hilla Becher.
Sonnabends Idee, junge amerikanische und europäische Künstler kombiniert zu präsentieren, erwies sich bald als Erfolg. Mitte der 1970er Jahre kollaborierte sie zeitweise sogar mit ihrem „Konkurrenten“ Castelli. In den 1980er Jahren stellte sie die deutschen Künstler Georg Baselitz, Jörg Immendorff und A. R. Penck in New York vor und setzte auf Neo-Geo Künstler wie Ashley Bickerton, Peter Halley und Jeff Koons. Ileana Sonnabend machte Koons 1992 mit der umstrittenen Ausstellung Made in Heaven bekannt, in der die überlebensgroße erotisch-kitschige Darstellung von Koons mit seiner damaligen Ehefrau, der italienischen Pornodarstellerin Cicciolina (Ilona Staller) gezeigt wurde.
Mit der einsetzenden Wirtschaftskrise in den USA Ende der 1990er Jahre und einer offensichtlichen Rückorientierung der Kunstszene nach Europa verlor ihre New Yorker Galerie wichtige Künstler. Im Gegensatz zu Castelli, der fast ausschließlich auf dem amerikanischen Kunstmarkt agierte, überstand die Ileana Sonnabend Gallery mit ihren Dependancen in Paris und Rom diese Phase der kulturellen Rezession nahezu unbeschadet. Noch im hohen Alter wagte sie im Frühjahr 2000 den Umzug ihrer Galerie von SoHo nach Chelsea. 2001 starb ihr Ehemann Michael Sonnabend im Alter von 100 Jahren.
Ileana Sonnabend starb nach kurzer schwerer Krankheit am 21. Oktober 2007 in ihrem Appartement in Manhattan. Sonnabend galt als eine der bedeutendsten Galeristinnen und Galeristen für Moderne Kunst im 20. Jahrhundert. Auf ihren Nachlass, dessen Wert auf eine Milliarde Dollar geschätzt wird, wurden von ihren Kindern bereits 471 Millionen Dollar Erbschaftssteuer gezahlt. Strittig ist die Besteuerung des Objektes Canyon von Robert Rauschenberg.

## Ausstellung
- 2011: Ileana Sonnabend. An Italian Portrait, Peggy Guggenheim Collection, Venedig.[3]
- 2013: Ileana Sonnabend: Ambassador for the New, Museum of Modern Art (MOMA), Manhattan, New York City.[4]